# High Life (2018)
High Life ist ein Science-Fiction-Abenteuerfilm von Claire Denis. Im Film wird eine Gruppe zu dem der Erde am nächsten gelegenen Schwarzen Loch entsandt, um nach alternativen Energiequellen zu suchen. Der Film kam am 5. April 2019 in die US-Kinos und am 10. Mai 2019 in die Kinos im Vereinigten Königreich. Der Kinostart in Deutschland erfolgte am 30. Mai 2019.

## Handlung
Weit jenseits unseres Sonnensystems ist ein Raumschiff unterwegs. Es ist ein einfacher Kubus und trägt die Nummer 7. Die einzigen menschlichen Passagiere sind Monte und seine kleine Tochter Willow. Monte ist der letzte Überlebende der ursprünglich neunköpfigen Besatzung. Diese bestand aus ehemaligen Häftlingen, die der Todesstrafe oder einer lebenslangen Zeit hinter Gittern entgehen konnten, indem sie sich bereit erklärten, sich auf eine Reise zu dem der Erde am nächsten gelegenen Schwarzen Loch zu begeben, um nach alternativen Energiequellen zu suchen. Ziel der Mission war es, dessen Rotationsenergie zu gewinnen, die nach der Theorie des Physikers Roger Penrose in der Nähe eines Schwarzen Lochs gewonnen werden kann, und so die Menschen auf der Erde mit fast unbegrenzten Ressourcen zu versorgen. Einige Wissenschaftler auf der Erde zweifelten daran, ob die Mission die Probleme auf der Erde wirklich lösen kann. 
Monte erstattet dem Bordcomputer täglich Bericht über die ihm zugewiesenen oder erledigten Aufgaben, woraufhin ihm 24 Stunden durch das Lebenserhaltungssystem zugestanden werden. Bei nahezu Lichtgeschwindigkeit ist es Jahre nach dem Start nicht sicher, ob ein Kontakt mit der Erde weiterhin besteht. Die Tage an Bord vergehen viel langsamer als auf der Erde, und alle Menschen, die Monte kannte, sind möglicherweise bereits tot. Monte muss nunmehr alle an Bord notwendigen Arbeiten alleine verrichten. Für seine Tochter Willow hat er improvisierte Spielsachen gebastelt und bereitet den Babybrei für sie aus dem Obst und Gemüse, das er im Garten des Schiffes anbaut. Wenn er sich für Einsätze außerhalb des Schiffes befindet, überwacht er Willow mithilfe der Bordkommunikation. In der Kühlkammer befinden sich die Körper seiner verstorbenen Missionskollegen, die er in ihre Raumanzüge steckt und durch die Luftschleuse entsorgt. Wenn Willow schreit, raubt ihm das fast den Nerv, doch nicht nur ihretwegen ist Monte die ganze Zeit standhaft geblieben. Er weiß, dass eine Rückkehr zur Erde nur sehr unwahrscheinlich ist und man sie hierüber belogen hat.
In Rückblenden erfährt der Zuschauer die Vorgeschichte. Die Bordärztin Dr. Dibs, die ihren Ehemann und ihre beiden Kinder umgebracht hat, ließ die männlichen Missionsmitglieder regelmäßig Sperma spenden und befruchtete damit die Frauen an Bord, in der Hoffnung, in der endlosen Leere des Weltalls Leben zu schaffen. Aufgrund der kosmischen Strahlung verloren die Frauen ihre Kinder entweder bereits vor der Geburt oder kurz danach. Während die restlichen Bordmitglieder regelmäßig in der „Fuck Box“, einem abschließbaren Raum, alleine ihre sexuelle Erfüllung suchten, entschied sich Monte für die Abstinenz. Daher gelangte Dr. Dibs zunächst nicht an sein Sperma. Ettore wird nach einer versuchten Vergewaltigung Boyses getötet.
Nachdem Dr. Dibs die Besatzung in einen tiefen Schlaf versetzt, mit Monte ohne dessen Kenntnis den Beischlaf vollzogen, sein Sperma genommen und damit die ebenfalls schlafende Boyse befruchtet hatte, brachte diese ein gesundes Mädchen zur Welt. Zufrieden, in dieser lebensfeindlichen Umgebung ein perfektes Kind geschaffen zu haben, tötete sich Dr. Dibs selbst, indem sie ohne Raumanzug durch die Luftschleuse das Raumschiff verließ. Zuvor teilte sie Monte mit, dass er Willows Vater sei.
Mehr als 76.000 Erdentage nach Missionsbeginn ist Willow erwachsen geworden. Ihre Periode hat eingesetzt, und alles, was sie über die Menschheit weiß, ist das, was sie aus den Aufzeichnungen im Computer kennt. Ihr Kubus nähert sich mehr und mehr ihrem Ziel, als plötzlich ein anderes Raumschiff auftaucht. Es handelt sich um Kubus Nummer 6. Monte dockt an das andere Raumschiff an, geht an Bord, findet dort aber ausschließlich Hunde vor. Gerne würde Willow einen der Welpen behalten, doch Monte überzeugt sie, dass das nicht geht. Willow und ihr Vater besteigen eine kleine Raumfähre und steuern diese in Richtung Schwarzes Loch.

## Produktion

### Entstehungsgeschichte

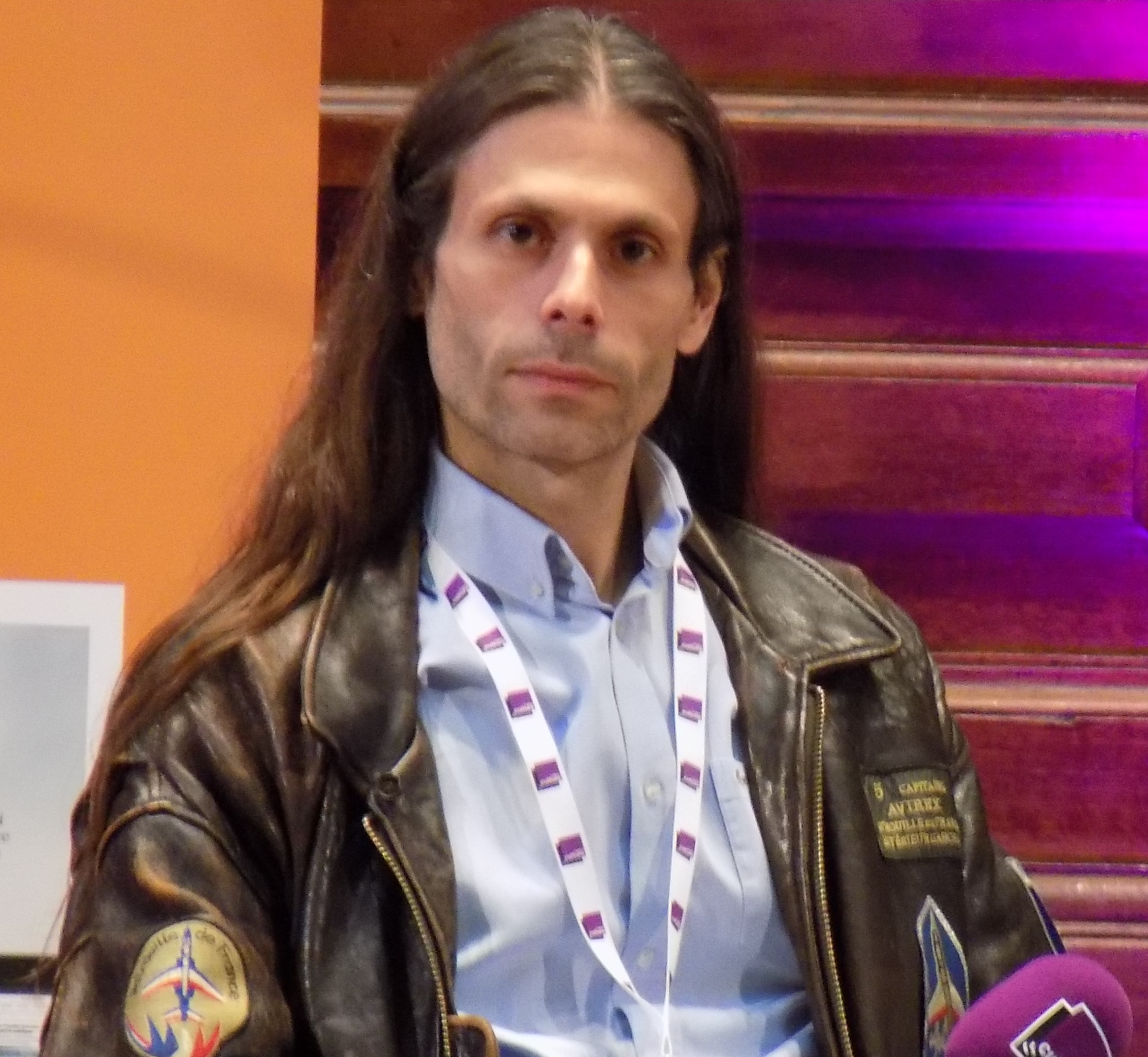
Der französische Astrophysiker Aurélien Barrau fungierte als wissenschaftlicher Berater

Regie führte Claire Denis. Es handelt sich um den ersten Film in englischer Sprache, den die französische Regisseurin drehte. High Life ist eine Produktion von Pandora Film, Alcatraz Films (Frankreich), The Apocalypse Company (Vereinigtes Königreich), Madants (Polen) mit Andrew Lauren Productions (USA), in Koproduktion mit Arte France Cinema, ZDF/Arte in Zusammenarbeit mit Canal+ und Ciné+.
Der Film erhielt eine Förderung in Höhe von 1,25 Millionen Euro von der Film- und Medienstiftung NRW, 675.000 Euro vom Deutschen Filmförderfonds und einen Zuschuss vom British Film Institute. Des Weiteren wurde die Produktion mit 319.000 Euro von der Deutsch-Französischen Förderkommission, mit 250.000 vom Medienboard Berlin-Brandenburg und mit 1,5 Millionen Złoty vom Polnischen Filminstitut gefördert.
Die Regisseurin schrieb das Drehbuch gemeinsam mit Jean-Pol Fargeau und Geoff Cox. Denis hatte das Drehbuch nach eigenen Aussagen zuerst in Französisch geschrieben, bevor es übersetzt wurde. In ihrem Entwurf habe es einen Ort gegeben, den sie die „Love Machine“ (engl. für „Liebesmaschine“) genannt hatte und wo Menschen ihre eigenen sexuellen Fantasien haben konnten. Nachdem ihr ein Kollege erklärt hatte, dass es sich bei Love Machine auch um ein Lied handelt, wurde der Ort in „Fuck Box“ umbenannt. Im Film ist diese im Grunde eine schalldichte Masturbationskammer, die mit Bondage-Rollen und einem silbernen Dildo auf einem Ledersitz ausgestattet ist.
Der französische Philosoph und Astrophysiker Aurélien Barrau war als wissenschaftlicher Experte an dem Projekt beteiligt. Barrau habilitierte über schwarze Löcher in der Frühphase des Universums, und für seine Arbeiten auf dem Gebiet der Hochenergie-Astrophysik und der Kosmologie wurde ihm im Dezember 2006 der Bogoljubow-Preis verliehen, eine Auszeichnung für Nachwuchswissenschaftler auf dem Gebiet der theoretischen Physik. Denis erklärte in einem Interview mit The Hollywood Reporter, sie habe über die im Film angesprochenen wissenschaftlichen Themen nicht mehr gewusst als durchschnittliche Menschen, die Zeitung lesen. Ein Freund habe ihr während des Schreibens des Drehbuchs empfohlen, Barrau zu kontaktieren. Bei einem Treffen mit dem Astrophysiker sei ihr der enorme wissenschaftliche Fortschritt in der Weltraumforschung in den vergangenen zehn Jahren bewusst geworden, und später besuchte sie einige seiner Kurse. Als weiterer Berater beim Schreiben des Drehbuchs fungierte der irische Schriftsteller Nick Laird.

### Besetzung und Dreharbeiten
Robert Pattinson übernahm im Film die Rolle von Monte, Jessie Ross spielt seine Tochter Willow, Mia Goth deren Mutter Boyse. Die französische Schauspielerin und Oscar-Preisträgerin Juliette Binoche übernahm die Rolle der Bordärztin Dibs, der deutsche Schauspieler Lars Eidinger die Rolle von Chandra. André Benjamin aka André 3000 des Hip-Hop-Duos OutKast spielt Tcherny.

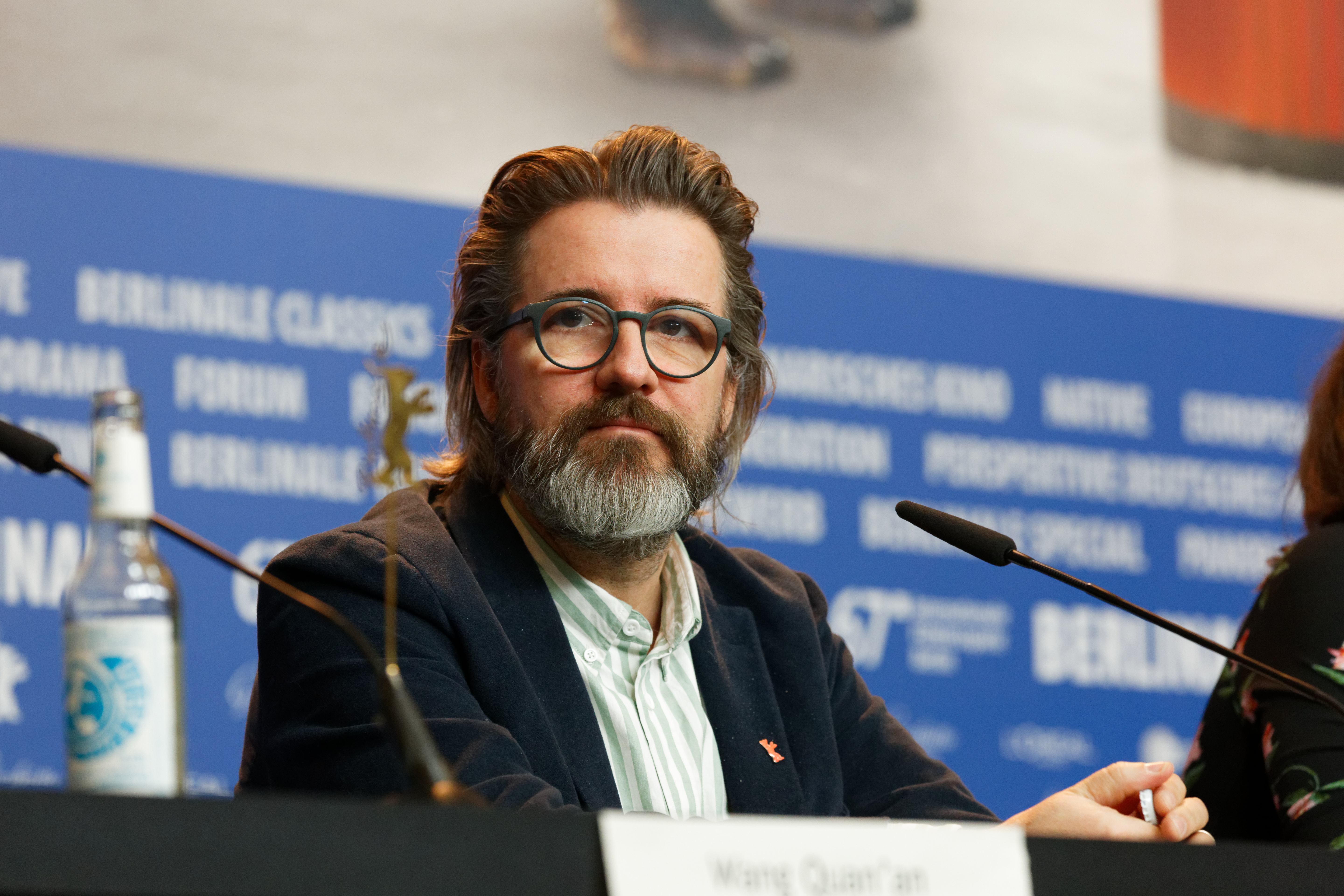
Von dem dänisch-isländischen Künstler Ólafur Elíasson stammt der Entwurf für das Raumschiff

Die Dreharbeiten fanden zwischen 21. August und 17. November 2017 in den Kölner Medienparks NRW Studios statt. Zusätzliche Aufnahmen entstanden im Studio Olafur Eliasson in Berlin sowie im polnischen Bialystok. Als Kameraleute fungierten Yorick Le Saux und Tomasz Naumiuk.
Der dänisch-isländische Künstler Ólafur Elíasson, der sich vornehmlich mit physikalischen Phänomenen in der Natur, wie Licht und Wasser, Bewegung und Reflexion, beschäftigt, entwarf das Raumschiff für den Film. Die APA beschreibt das Ergebnis als gar nicht allzu weit entfernt von unserer Gegenwart, da Denis keine futuristische Zukunft zeichne: „Das Raumschiff ist in Beige- und Braun-Tönen gehalten und sieht von außen ungefähr so spacig aus wie eine Schuhschachtel. Die Computer versprühen eine charmante Commodore-64-Optik. Kein Holodeck, kein HAL 9000, keine Aliens, nur Menschen, ihre Körper und Körperflüssigkeiten, ihre Schuld und ihr Begehren, und das ausweglose Gefühl des existenziellen Betrugs.“

### Filmmusik
Die Filmmusik komponierte Stuart A. Staples. Der Soundtrack, der insgesamt 18 Musikstücke umfasst, wurde am 5. April 2019 von Milan Records als Download veröffentlicht und soll am 12. April 2019 auch in physischer Form erscheinen. Der Soundtrack enthält auch den Filmsong Willow, geschrieben von Staples und performed von den Tindersticks gemeinsam mit Hauptdarsteller Robert Pattinson, der bereits vorab veröffentlicht wurde.

### Marketing und Veröffentlichung

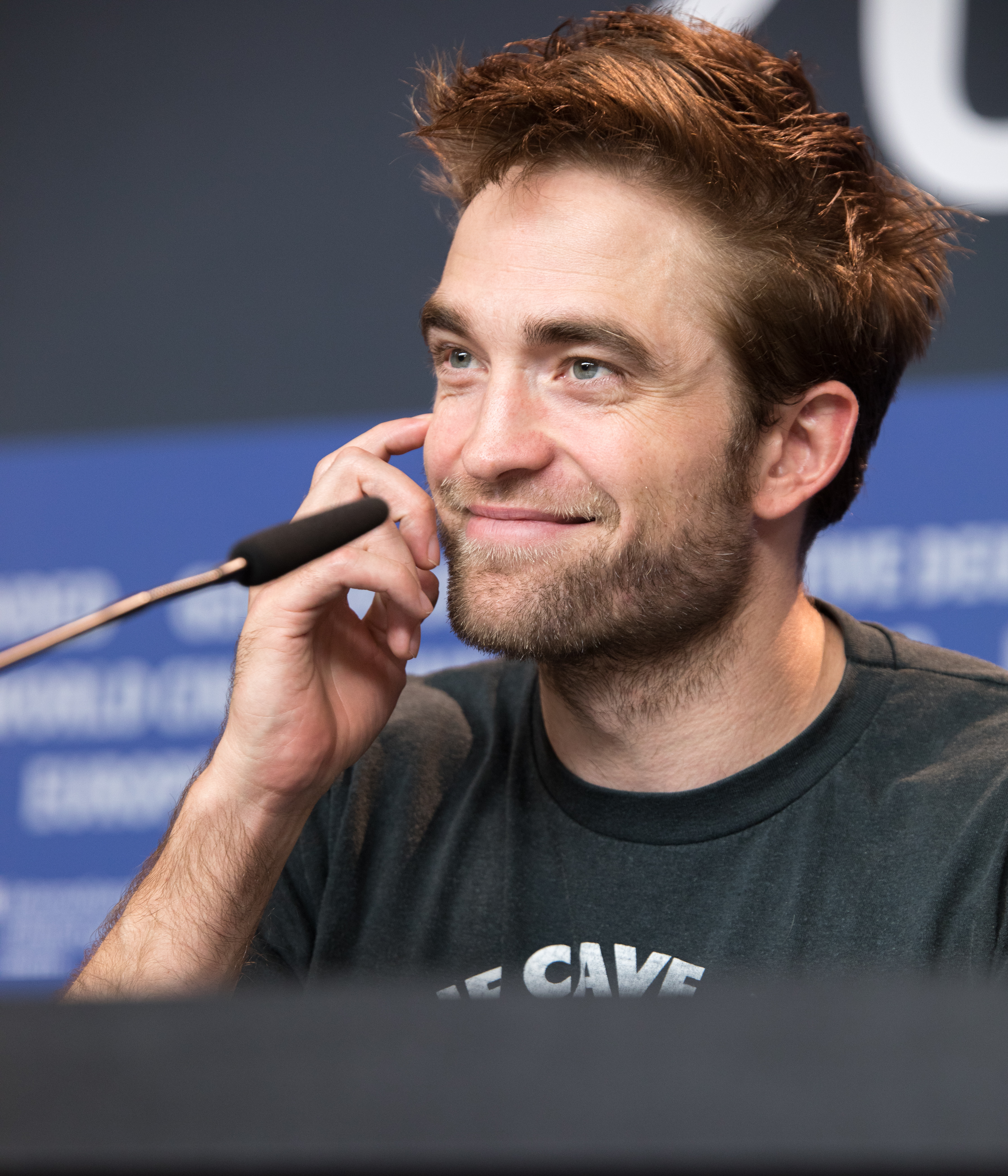
Robert Pattinson im Februar 2018 auf der Berlinale

Im Rahmen der Filmfestspiele in Berlin im Februar 2018 wurde erstes Filmmaterial mit Robert Pattinson vorgestellt. Nachdem eine Vorstellung in Cannes geplant war, wurde im April 2018 bekannt, dass der Film noch nicht fertig ist. Seine Weltpremiere feierte der Film am 9. September 2018 beim Toronto International Film Festival. Ebenfalls im September 2018 wurde er im Rahmen des Festivals Internacional de Cine de San Sebastián gezeigt und hiernach beim Zurich Film Festival. Im Oktober 2018 erfolgte eine Vorstellung beim New York Film Festival.
Nach der Vorstellung des Films in Toronto sicherte sich A24 die Vertriebsrechte für Nordamerika. Den Weltvertrieb übernahm Wild Bunch. Im Oktober 2018 veröffentlichte Wild Bunch den ersten offiziellen Teaser-Trailer. Ein Kinostart in Frankreich erfolgte am 7. November 2018. Am 5. April 2019 kam er in ausgewählte US-Kinos und am 10. Mai 2019 in die Kinos im Vereinigten Königreich. Nachdem bereits im Oktober 2018 eine Vorstellung beim Film Festival Cologne erfolgte, brachte der Pandora Film Verleih den Film am 30. Mai 2019 in die deutschen Kinos. Am gleichen Tag erfolgte ein Kinostart in Österreich. Im Juni 2019 wurde er beim Sydney Film Festival vorgestellt. Ende Juli und Anfang August 2019 soll er beim Jerusalem Film Festival gezeigt werden.

## Rezeption

### Altersfreigabe
In den USA erhielt der Film von der MPAA ein R-Rating, was einer Freigabe ab 17 Jahren entspricht. In Deutschland erhielt der Film eine Freigabe ab 16 Jahren. In der Freigabebegründung heißt es: „Die komplexe, für das Genre ungewöhnliche Geschichte ist kammerspielartig und stilisiert gehalten, mit inneren Monologen und fragmentarisch eingesetzten Rückblenden.“ Die ansonsten sehr ruhige Erzählweise berge einzelne eruptive und gewalthaltige Momente, die auch wegen der Unterkühltheit des Films irritieren können. Zudem könnten Szenen mit sexuell irritierendem Gehalt Kinder unter 16 Jahren emotional überfordern, so weiter in der Begründung.

### Kritiken
Im Dezember 2017 wurde High Life von Filmkritiker Jay Weissberg auf die Liste der 20 am meisten erwarteten Filmen des Kinojahres 2018 des Branchenblatts Variety gesetzt. Der Film stieß bislang auf die Zustimmung von 82 Prozent aller Kritiker bei Rotten Tomatoes und erhielt hierbei eine durchschnittliche Bewertung von 7,4 der möglichen 10 Punkte. Zudem ging der Film aus den 21. Annual Golden Tomato Awards in der Kategorie Best Sci-Fi/Fantasy Movies 2019 als Zweitplatzierter hervor.
Für Jordan Mintzer von The Hollywood Reporter ist High Life eine Mischung aus Widersprüchen und Komplexität, und in gewisser Weise handele es sich dabei nicht wirklich um einen Science-Fiction-Film. Die Regisseurin Claire Denis nutze die Geschichte eines Raumschiffs mit menschlichen Versuchskaninchen dabei als Vorwand, um Themen zu erforschen, die während ihrer dreißigjährigen Karriere immer wieder auftauchten: „Verlangen und dessen fatale Folgen, die Schönheit des Körpers und der Schaden, den wir ihm manchmal zufügen, das Leben von Ausgestoßenen, die am Rande unserer Welt leben, die warme und schwache Beziehung, die Eltern mit ihren Kindern haben können, Leidenschaft, Gewalt, Sex, Tod.“ Der Film verzichtet auf viele klassische Science-Fiction-Klischees und biete gleichzeitig Momente der Weltraumoper, so Mintzer, doch meist sei der Film ein dunkles, klaustrophobisches und manchmal sehr gewalttätiges Kammerstück, das auf einem Raumschiff stattfindet, das auf sein unvermeidliches Schicksal zusteuert. Auch wenn Mintzer einige Szenen, die das Äußere des Raumschiffs und den Weltraum zeigen, als nur wenig originell bezeichnet, hebt er eine unvergessliche Einstellung hervor, in der Sterne um ein schwarzes Loch wirbeln, als wäre es Sperma, das um eine Eizelle schwimmt, ebenso die Ausstattung von Francois-Renaud Labarthe innerhalb eines sehr schmutzigen Raumschiffs und die eindringliche Filmmusik von Denis’ Stammkomponisten Stuart A. Staples.
Charles Bramesco vom Guardian beschreibt, Denis habe in dem Science-Fiction-Film die ihr vertrauten Komponenten neu konfiguriert, um eine überraschend frische Auseinandersetzung mit der Frage zu schaffen, was es bedeutet, ein Mensch zu sein. Schwere Isolation führe das Gehirn zu seiner niedrigsten biologischen Kapazität zurück, so Bramesco, und Denis verwende den Sexualtrieb als Treibstoff, wenn es nichts mehr zu leben gibt, und der Kampf der Reisenden auf dem Raumschiff, um gesund zu bleiben, mache dabei manchmal extreme, bizarre Maßnahmen erforderlich.
Martin Schwickert vom Tagesspiegel sagt über diese bizarre Science-Fiction-Variation, in der eine Gruppe Strafgefangener wie Versuchskaninchen behandelt würden und in der Spermaabgaben, künstliche Befruchtungen und eine Masturbationskammer zur futuristischen Grundausstattung gehörten, Denis entwickele daraus eine apokalyptische Zukunftsvision, in der Gewalt und Schönheit dicht nebeneinanderliegen.

### Auszeichnungen (Auswahl)
Der Film befand sich in einer Vorauswahl für den Europäischen Filmpreis 2019. Im Folgenden eine Auswahl weiterer Auszeichnungen und Nominierungen.
Festival Internacional de Cine de San Sebastián 2018
- Nominierung für die Goldene Muschel (Claire Denis)
- Auszeichnung mit dem FIPRESCI-Preis (Claire Denis)[34][35]

Jerusalem Film Festival 2019
- Nominierung für den Gabriel Sherover Foundation Award – Best International Film (Claire Denis)[36]

Toronto International Film Festival 2018
- Nominierung für den People’s Choice Award (Claire Denis)

## Synchronisation
Die deutsche Synchronisation entstand nach einem Dialogbuch und der Dialogregie von Christoph Cierpka im Auftrag der Christa Kistner Synchronproduktion GmbH, Potsdam. Christin Marquitan leiht in der deutschen Fassung Dr. Dibs ihre Stimme, Johannes Raspe spricht Monte.